# 츠키카게 히토미
츠키카게 히토미(일본어: 月影 瞳 つきかげ ひとみ[*], 5월 30일 ~ )는 일본의 배우이다. 나가노현 우에다시 출신이다.